# Mitsubishi Jeep
Le Mitsubishi Jeep est un 4x4 produit par Mitsubishi avec Jeep de 1953 à 1998. C'était une variante d'une Jeep CJ rebadgée.
À part les versions trois et cinq-portes, il est décliné aussi en version cabriolet.
En 1981, il fut remplacé par le Mitsubishi Pajero.